# 刹那
刹那（羅馬化：kṣaṇa），佛教的名詞學術語，表示一念之間的极短的时间，也是古印度時間度量的单位，随著佛教传入中国。有一部份的人用作中文数字單位，現在对应国际单位制词头阿托10-18。

## 記載
印度《摩訶僧祇律》记载：“須臾者，二十念名一瞬頃，二十瞬名一彈指，二十彈指名一羅豫，二十羅豫名一須臾。日極長時有十八須臾，夜極短時有十二須臾；夜極長時有十八須臾，日極短時有十二須臾”。一日一夜有30个须臾，1.2万个弹指，24万个“瞬间”，480万个“刹那”。推知“一刹那”是0.018秒。
據《大毘婆沙論》記載：“百二十剎那成一怛剎那。六十怛剎那成一臘縛，此有七千二百剎那。三十臘縛成一牟呼栗多，此有二百一十六千剎那。三十牟呼栗多成一晝夜”。一日一夜有30牟呼栗多，900臘縛，54,000怛刹那，6,480,000刹那。推知一刹那的時間長度是1/75秒（約為0.013秒）。《阿毘達磨俱舍論》有相似記載。《起世經》記載：“六十剎那，名一羅婆。三十羅婆，名一牟休多。”此「剎那」相當於上面的「怛剎那」。
据唐玄奘《大唐西域记》卷二：
- 120 刹那 = 1 怛刹那（tatkṣaṇa）
- 60 怛刹那 = 1 臘縛（lava）
- 30 腊缚 = 1 牟呼栗多（muhūrta）
- 5 牟呼栗多 = 1 時（大時，kala）
- 6 时 = 1 昼夜（即1日）

在古印度，洛叉（百千）和俱胝（千萬）是有專門定義的計量單位，並有自成體系的記數制，例如八俱胝四十洛叉表示{\displaystyle 8\times 10^{7}+40\times 10^{5}}。在翻譯佛經時，有將俱胝或洛叉意譯為億，而億在古漢語中也有十萬和萬萬二種不同數量，古來學者多有辨析。《安般守意經》记载：“彈指之間，心九百六十轉。一日一夕，十三億意。”按千萬為億，此一念時間約為0.665毫秒，一彈指約為0.638秒。

## 公制換算
| 單位名稱 | 公制換算               | 上級倍數 | 剎那倍數 |
| -------- | ---------------------- | -------- | -------- |
| 念       | 0.018 秒               | ／       | 1        |
| 瞬頃     | 0.36 秒                | 20 念    | 20       |
| 弹指     | 7.2 秒                 | 20 瞬頃  | 400      |
| 羅豫     | 2.4 分鐘 （2分鐘24秒） | 20 弹指  | 8000     |
| 须臾     | 48 分鐘                | 20 羅豫  | 160000   |
| 晝夜     | 24 小時                | 30 须臾  | 4800000  |

| 單位名稱 | 公制換算                                                               | 上級倍數    | 剎那倍數 |
| -------- | ---------------------------------------------------------------------- | ----------- | -------- |
| 剎那     | {\displaystyle {\frac {1}{75}}} 秒 = {\displaystyle 0.01{\dot {3}}} 秒 | ／          | 1        |
| 怛刹那   | 1.6 秒                                                                 | 120 剎那    | 120      |
| 腊缚     | 96 秒                                                                  | 60 怛刹那   | 7200     |
| 牟呼栗多 | 2880 秒 = 48 分鐘                                                      | 30 腊缚     | 216000   |
| 晝夜     | 24 小時                                                                | 30 牟呼栗多 | 6480000  |

| 單位名稱 | 公制換算 | 上級倍數   | 剎那倍數 |
| -------- | -------- | ---------- | -------- |
| 大時     | 4 小時   | 5 牟呼栗多 | 1080000  |
| 晝夜     | 24 小時  | 6 大時     | 6480000  |

## 學術研究
佛教經典中還有一些間接記載如《仁王護國般若波羅蜜多經》中提到：「一念中有九十剎那，一剎那經九百生滅」，又如《菩薩處胎經》:「拍手彈指之頃，三十二億百千念」。有研究者自行結合此二經典，以「億百千」為實指的數量單位，按1秒內可平均4次彈指，则1秒內有{\displaystyle 4\times 32\times 10^{8+2+3}=1.28\times 10^{15}}個念頭，{\displaystyle 90\times 1.28\times 10^{15}=1.152\times 10^{17}}個剎那，因此一剎那大約有{\displaystyle 8.6806\times 10^{-18}}秒，即8.6806個阿秒。